# سعيد مرعي
سعيد مرعي (30 أغسطس 1954 - 16 فبراير 2022)، قاضٍ وسياسي مصري، شغل منصب رئيس المحكمة الدستورية العليا.

## حياته العلمية
حصل مرعي على ليسانس الحقوق عام سنة 1976 بتقدير جيد جداً من جامعة القاهرة ثم حصل على دبلوم الدراسات العليا في القانون العام سنة 1978 بتقدير جيد كلية الحقوق جامعة القاهرة وبعدها بعام حصل على دبلوم الدراسات العليا في العلوم الإدارية.

## حياته المهنية
عين فور تخرجه عام 1977 مندوبا مساعدا بمجلس الدولة وفي 1980 عين نائبا بمجلس الدولة وأخذ في التدرج الوظيفي، حيث عين مستشاراً مساعداً من الفئة (ب) ثم مستشاراً مساعداً من الفئة (أ)، وفي عام 1990 عين مستشاراً بهيئة المفوضين بالمحكمة الدستورية العليا. وظل بهيئة المفوضين حتى شغل في عام 1999 رئيسا للهيئة. وفي عام 2002 عين نائبا لرئيس المحكمة الدستورية العليا واستمر في عمله حتى تم اختياره رئيسا للمحكمة في 2019.
وأثناء تدرجه في العمل القضاء التحق في مايو 1977 بالعمل عضواً بهيئة مفوضي الدولة وفي سنة 1979 التحق بالعمل مفوضاً للدولة لدى المحكمة الإدارية لوزارة المالية وفي سنة 1980 التحق بالعمل مفوضاً للدولة لدى المحكمة الإدارية لوزاراتي الري والدفاع وفي سنة 1984 التحق بالعمل مفوضاً للدولة لدى المحكمة الإدارية لوزارة الصحة ثم في سنة 1986 التحق بالعمل عضواً بإدارة الفتوى لوزارات الصناعة والبترول والثروة المعدنية والكهرباء ثم في سنة 1988 التحق بالعمل عضواً بهيئة مفوضي الدولة بالمحكمة الإدارية العليا وفي 1990 عضواً بهيئة المفوضين بالمحكمة الدستورية العليا. أما عن الانتدابات والاعارات التي أجراها خلال فترة عمله انتدبه للعمل مستشاراً مساعداً بهيئة المفوضين بالمحكمة الدستورية العليا في غير أوقات العمل الرسمية في الفترة من ديسمبر 1984 حتى مايو 1990.